# Текила (Халиско)
Текила (исп. Tequila) — город в Мексике, в центральной части штата Халиско, входит в состав одноимённого муниципалитета и является его административным центром. Численность населения, по данным переписи 2020 года, составила 31 115 человек.

## Топонимика
Название Tequila с языка науатль можно перевести как: место сбора дани или место, где режут.

## История
В доиспанский период в окрестностях современного города существовали индейские поселения племён чичимеков, отоми, тольтеков и науа.
В  1530 году регион был завоёван конкистадорами во главе с Кристобалем Оньяте. 15 апреля того же года францисканскими монахами была основана миссия Сантьяго-де-Текила, для евангелизации местного населения.
В 1541 году местное индейское население подняло восстание, жертвой которого стал монах Хуан Калеро, которого забили камнями.
В 1600 году Педро Санчес де Тагле открыл первую фабрику по дистилляции мескаля для производства текилы.
В начале XIX века индейское население вновь подняло восстание под предводительством вождя, получившего прозвище «Золотая маска» (исп. Máscara de Oro). И это восстание было подавлено губернатором Новой Галисии. В ноябре 1810 года во время войны за независимость Мексики власть в городе была захвачена группами повстанцев, которых возглавил Рафаэль Перес.
27 марта 1824 года поселение получило статус вильи, а 9 января 1874 года — статус города.

## Культура текилы
В Текиле, главном центре сельхозпроизводства текилы, мескаля, пульке и культивации голубой агавы, быт и культура населения пронизаны символикой этого растения, его культивацией и всем что с ним связано. Сбор агав называется по-испански хима (jima), а сборщики (обычно малообразованные полукочевые крестьяне-метисы смешанного, в том числе индейского происхождения) именуются химадоры jimador/a/s, также просто хорналеры (jornalero/a/s; дословно подёнщики), которые в период уборки урожая проживают во временных землянках и шалашах неподалёку от плантации, которая, как правило, является частью крупной фазенды (hacienda) (также ранчо, латифундия), основанной ещё в колониальный период (см. Колонии Испании). Жизнь и быт сборщиков и производителей текилы (tequileros) послужил сюжетом к мексиканскому телесериалу «Очищая любовь», главную роль в котором исполнила Анхелика Ривера. Основное действие сериала происходит на знаменитой фазенде в Текиле, где распространены крупные и мелкие уличные таверны, в которых принято сервировать текилу и исполнять мексиканскую народную музыку хорами мариачи.

## Достопримечательности
Каждый год с 29 ноября по 13 декабря в городе проводится Национальный праздник текилы, привлекающий значительное количество туристов из соседних регионов и зарубежья.

## Расположение
Текила расположен в 70 км к северо-западу от столицы штата, города Гвадалахара, на федеральной трассе 15.

## Население
| Год  | Численность | Численность |
| ---- | ----------- | ----------- |
| 2000 | 24 024      | [ 10 ]      |
| 2005 | 26 809      | [ 11 ]      |
| 2010 | 29 203      | [ 12 ]      |
| 2020 | 31 115      | [ 13 ]      |

## Города-побратимы
- Херес-де-ла-Фронтера
- Катидрал-Сити
- Еленя-Гура